# John W. Miles
John Wilder Miles (* 1. Dezember 1920 in Cincinnati; † 20. Oktober 2008 in Santa Barbara (Kalifornien)) war ein US-amerikanischer Ingenieurwissenschaftler, der sich mit Hydrodynamik befasste.
Miles studierte am Caltech mit dem Bachelor-Abschluss 1942, dem Master-Abschluss 1943 und der Promotion in Elektrotechnik 1944. Im Zweiten Weltkrieg war er am Radiation Laboratory des MIT und 1944–45 bei Lockheed Aircraft. 1945 wurde er Assistant Professor und später Professor an der University of California, Los Angeles (als Ingenieur und ab 1955 auch für Geophysik). Ab 1965 war er an der University of California, San Diego und an der Scripps Institution of Oceanography.
1951 war er als Fulbright-Stipendiat an der Universität von Neuseeland, 1952 Gastprofessor an der Universität London, 1962 bis 1964 an der Australian National University und 1969 als Fulbright-Stipendiat in Cambridge.
1958/58 und 1968/69 war er Guggenheim Fellow.
Er befasst sich mit geophysikalischer Hydrodynamik, zum Beispiel Wechselwirkung von Wind mit Wellen.
Er war Fellow der American Academy of Arts and Sciences (seit 1973), der National Academy of Sciences (seit 1979) und der American Association for the Advancement of Science sowie der American Geophysical Union.
1982 erhielt er die Timoshenko Medal und 1983 den Otto-Laporte-Preis.
Ab 1966 war er Associate Editor des Journal of Fluid Mechanics.

## Schriften
- On the generation of surface waves by shear flows, Journal of Fluid Mechanics, Band 3, 1957, S. 185–204, Teil 2, Band 16, 1963, S. 209–227
- Harbor seiching, Annual Review of Fluid Mechanics, Band 6, 1974, S. 17–33
- On Hamilton's principle for surface waves, Journal of Fluid Mechanics, Band 83, 1977, S. 153–158
- Solitary waves, Annual Review of Fluid Mechanics, Band 12, 1980, S. 11–43
- mit D. Henderson Parametrically forced surface waves, Annual Review of Fluid Mechanics, Band 22, 1990, S. 143–165